# 皮脂腺

皮肤的解剖结构

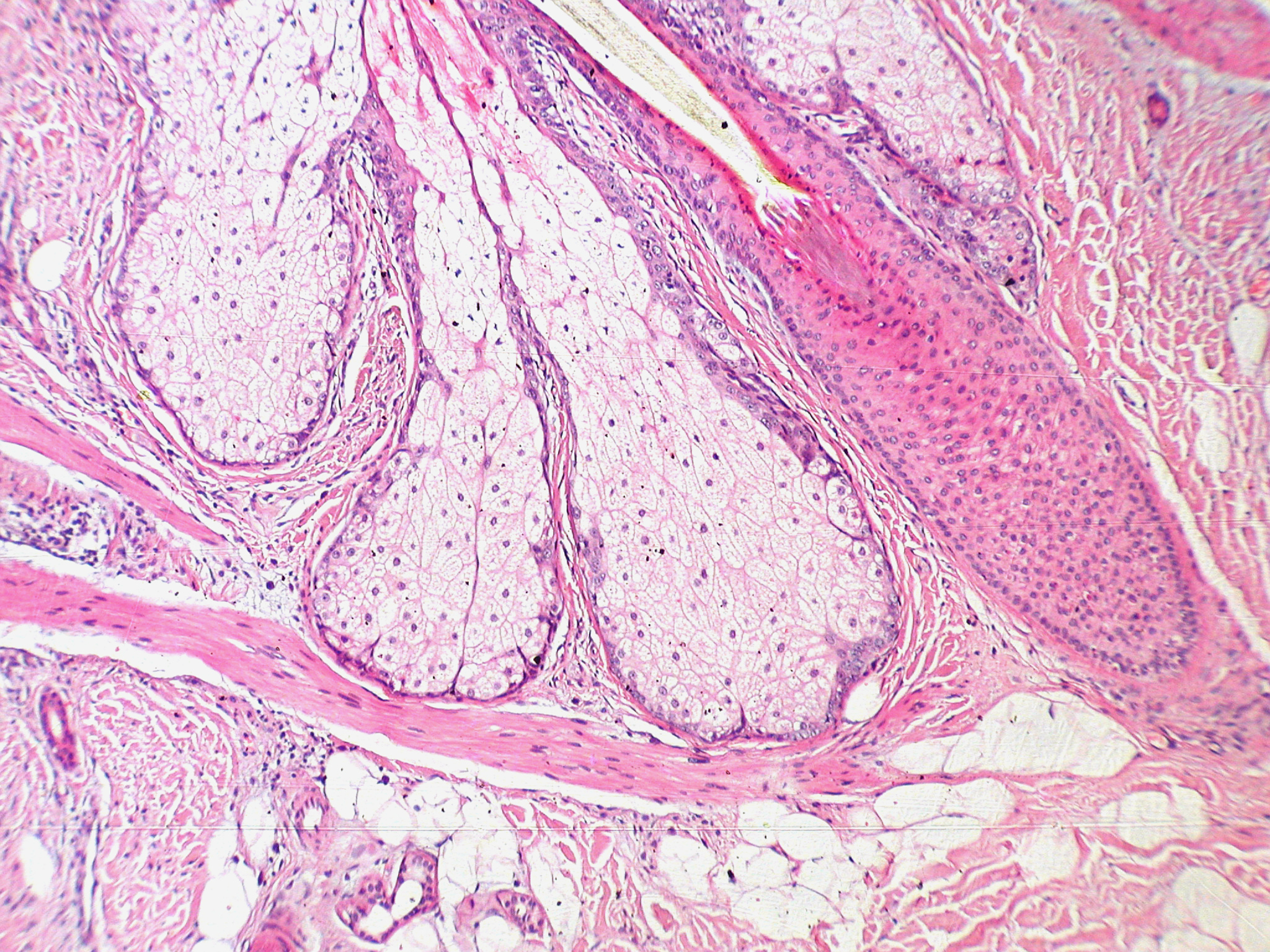
显微镜放大10倍的正常的毛囊皮脂腺單位

皮脂腺是一種全泌腺，作用為分泌油脂，油脂對於人類可以固定毛髮，防止毛髮因紛亂而阻礙視線，濕潤的毛髮的結構容易打結並且容易沾納汙垢，而有油脂的毛髮不易散亂，對於皮膚表面，則會在角質層上形成一層油性的潤滑劑，可以使人類在工作意外發生時，減少傷害發生的機會；對於鳥類羽毛有如尾脂腺的作用在於可以防水，例如水鳥捕魚後羽毛可以保持乾燥，而不致體溫降低。

## 溢出部位
皮脂溢出部位指皮脂腺较多的部位，如头、面以及胸背上部等。常为痤疮、脂溢性皮炎的好发部位。

## 皮脂的成分
人體分泌的皮脂主要由三酸甘油酯（≈41%）、蠟酯（≈26%）、鯊烯（≈12%）和游離脂肪酸（≈16%）組成。